# Ontario (Kalifornia)

Położenie w stanie Kalifornia

Ontario – miasto w zachodniej części Stanów Zjednoczonych, w stanie Kalifornia, w hrabstwie San Bernardino.  Leży około 60 km na wschód od centrum Los Angeles i jest częścią obszaru metropolitalnego wokół tego miasta (tzw. Greater Los Angeles Area).  W 2000 roku w mieście mieszkało 157 931 osób.
W mieście rozwinął się przemysł spożywczy, lotniczy, elektrotechniczny oraz chemiczny.
Port lotniczy Ontario leży 3 km na wschód od centrum miasta.

## Miasta partnerskie
- Brockville, Kanada
- Guamuchil, Meksyk
- Mocorito, Meksyk
- Winterthur, Szwajcaria